# Політична історія світу
Політична історія світу — історія різних політичних держав. Протягом історії політичні утворення розширилися від базових систем самоврядування та монархії до складних демократичних і тоталітарних систем, що існують і сьогодні. Паралельно політичні системи розширилися від туманно визначених меж до національних певних кордонів, що існують по сьогодні.

## Доісторична епоха
Першими формами соціальної організації людей були сім'ї, які жили в первісних стадах як мисливці й збирачі.
Після переходу до сільського господарства приблизно в той самий час (7000—8000 р. до н. е.) у різних частинах світу людські суспільства почали переходити до племінних форм організації.
Є дані про зв'язки між різними племенами, а також про місцеву війну. Це могло бути спричинено крадіжкою худоби чи посівів, викраденням жінокабо конкуренцією за ресурси та статус.

## Давня історія
Ранній розподіл політичної влади визначався наявністю прісної води, родючого ґрунту та помірним кліматом у різних місцях. Усе це було необхідним для розвитку високоорганізованих суспільств. Першими були імперії Стародавнього Єгипту та Месопотамії. Менші царства існували в Північно-Китайській рівнині, Індо-Гангській рівнині, Середній Азії, Анатолії, Східному Середземномор’ї та Центральній Америці, тоді як решта людства продовжувала жити невеликими племенами. І Єгипет, і Месопотамія змогли скористатися перевагами своїх великих річок зі зрошувальними системами, що забезпечило вищу продуктивність сільського господарства і тим самим забезпечило приріст населення.

### Близький Схід і Середземномор'я

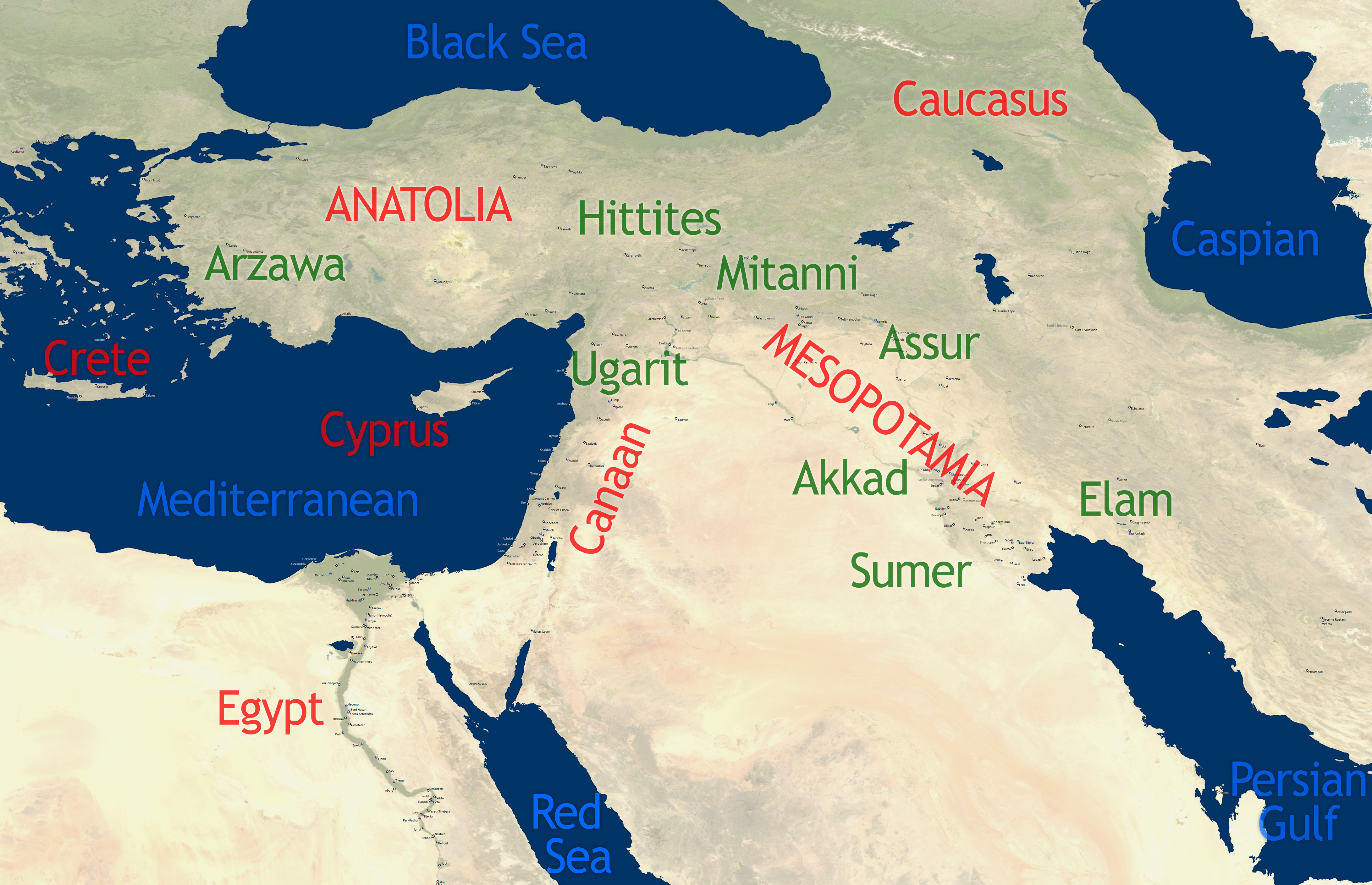
Оглядова карта давнього Близького Сходу

Першими були держави раннього династичного Шумера та раннього династичного Єгипту, що виникли з періоду Уруку та Доісторичного Єгипту приблизно в 3000 р. до н. е. Ранній династичний Єгипет знаходився навколо річки Ніл на північному сході Африки, Ніл і райони, де існували оази, обмежовували королівство. Верхній та Нижній Єгипет були об’єднані приблизно в 3150 р. до н. е. Фараоном Менесом. Однак у країні тривала політична конкуренція між Мемфісом та Фівами. Геополітичне середовище єгиптян було оточене Нубією в менших південних оазисах Нілу, до яких не можливо було дістатися на човні, а також лівійськими полководцями, що перебували в оазах навколо Бенгазі, і нападниками із Синаю та моря. 

#### Месопотамське панування
Месопотамія розташована між великими річками Тигр та Євфрат, де першою політичною силою в регіоні була Аккадська імперія, що утворилася приблизно в 2300 р. до н. е. Пізніше за ними створювалися Шумер, Вавилон та Ассирія. Вони конкурували з царствами гірських районів на північ (Мітанні, Урарту, Елам та Мідія), що стратегічно розташовані над рівнинами Месопотамії. Месопотамці створили перші закони.
Сухий клімат у залізному віці спричинив переполох, оскільки пересування людей чинили тиск на наявні держави, що призвело до катастрофи бронзової доби, серед яких мігрували кімерійці, арамейці, дорійці та морські народи. Вавилон так і не оговтався після смерті Хаммурапі в 1699 р. до н. е. Після цього Ассирія розросталася за Ададнерарі II. До кінця IX століття до н. е. Ассирійська імперія контролювала майже всю Месопотамію та значну частину Леванту й Анатолії. Водночас Єгипет був ослаблений, врешті-решт розпався після смерті Осоркона II до 710 р. до н. е. У 853 р. ассирійці перемогли коаліцію Вавилону, Єгипту, Персії, Ізраїлю, Араму та десяти інших держав, у цих боях брали участь понад 60 000 військовослужбовців згідно із сучасними джерелами. Однак імперія була ослаблена внутрішньою боротьбою за владу й занепала в десятиліття переполоху, що почалося з чуми в 763 р. до н. е. Після повстань міст та менших королівств проти імперії в 745 році Тіглатпаласар III здійснив державний переворот.  Він збільшив армію з 44000 до 72000, його наступник Сеннахеріб — до 208000, Ашурбаніпал максимально підвищив кількість військових (до 300000 осіб).  Це дозволило імперії захопити Кіпр, увесь Левант, Фригію, Урарту, Кімерію, Персію, Мідію, Елам і Вавилон.

#### Перське панування
До 650 року Ассирія почала занепадати, оскільки сильна посуха вразила Близький Схід і проти них був утворений союз. Врешті-решт їх замінила Мідійська імперія як головна сила регіону після битви біля Кархемішу (605) і битви при затемненні (585). Мідійці стали основою для піднесення Перської імперії. Після першої служби васалами під третім перським царем Камбісом I їхня сфера впливу розширилася, а в 553 році перси повстали проти мідійців. По смерті Кіра Великого Перська імперія Ахеменідів сягнула від Егейського моря до річки Інд та Кавказу та до Нубії. Імперія була розділена на провінції, якими керували сатрапи, які збирали податки та, як правило, були місцевими посередниками влади. Імперія контролювала біля третини сільськогосподарських земель у світі та чверть її населення. У 522 р. після смерті короля Камбіза II Дарій Великий отримав владу. 

#### Грецьке панування
Через зростання населення Стародавня Греція розпочала колонізацію Середземноморського регіону. Це заохочувало торгівлю, що, своєю чергою, спричинило політичні зміни в містах-державах, коли старі еліти були повалені в Коринфі в 657 році та в Афінах у 632 році. Також було багато війн між містами, включаючи Мессенські війни (743—742; 685—668), Лелантську війну (710—650) та Першу священну війну (595—585). У VII й VI століттях Коринф і Спарта були панівними державами Греції. Зрештою, перша була витіснена Афінами за допомогою морського війська, тоді як Спарта мала сильну піхоту. У 499 році в Іонічному заколоті грецькі міста в Малій Азії повстали проти Перської імперії, але були розгромлені в битві при Ладе. Після цього перси вдерлися на материк Греції в греко-перські війни (499—449). 
Македонський король Філіп II (350—336 до н.е.) завоював більшу частину Греції. У 338 році він утворив Коринфський союз, щоб звільнити греків у Малій Азії від персів, напавши в 336 році зі 10 000-ми військових. Після його смерті його син Александр Македонський розпорядився продовжити справу батька й перебрався через Дарданели в 334 році. Після завоювання Малої Азії Александр пішов на Левант, Єгипет і Месопотамію, розгромивши персів під керівництвом Дарія Великого в битві біля Гавгамел у 331 році й поборовши останній опір. Після смерті Александра у Вавилоні в 323 році імперія не мала призначеного наступника. Це призвело до її поділу на чотири: династію Антигонідів у Македонії, династію Атталідів в Анатолії, царство Птолемеїв у Єгипті та імперію Селевкідів над Месопотамією. 

#### Римське панування
Римська імперія стала головною в Середземному морі в III столітті до н. е. після перемоги над самнітами, галлами та етрусками за контроль над Італійським півостровом.  У 264 р. розпочала Пунічні війни з Карфагеном. У 241 р. було укладено перемир'я, за яким до Сицилії Рим отримав Корсику та Сардинію. У 218 році карфагенський полководець Ганнібал вирушив з Іспанії до Італії, перетнувши Альпи зі своїми бойовими слонами.  Після 15 років боїв римляни перемогли його, а потім направили війська проти самого Карфагену, розгромивши його у 202 році. Лише за Другу Пунічну війну втрати Риму становили 100 000 осіб. У 146 році Карфаген був остаточно зруйнований повністю.
Рим потерпав від різних внутрішніх збурень і нестабільності. У 133 році Тіберій Гракх був убитий разом із сотнями прихильників після спроби перерозподілити громадську землю для бідних. Союзницька війна (91—88) була спричинена сусідніми містами, які намагалися забезпечити себе перевагами римського громадянства. У 82 році генерал Сулла захопив владу, поклавши край Римській республіці й ставши диктатором. Після його смерті розпочалася нова боротьба за владу, в Громадянській війні Цезаря (49—46) Юлій Цезар і Помпей воювали за імперію, причому перший переміг. Після вбивства правителя в 44 році між його потенційними спадкоємцями, Марком Антонієм та Августом, останній став імператором, розпочалася друга громадянська війна. Потім це призвело до Pax Romana, тривалого періоду миру в імперії. Напружені відносини між Птолемеївським королівством, Імперією Селевкідів, Парфянським царством та Понтійським царством на Близькому Сході дозволили римлянам розширити території до Євфрату. Під час правління Августа Рейн, Дунай і Сахара стали кордонами імперії. Населення становило близько 60 мільйонів. 
Політична нестабільність у Римі зростала. Преторіанська гвардія вбила імператора Калігулу (37—41 н. е.), щоб замінити його на Клавдія (41—53), а його наступник Нерон (54—68) спалив Рим. Однак зовнішня експансія продовжувалась, коли Траян (98—117) напав на Дакію, Парфію та Аравію. Єдиною загрозою була Парфянська імперія.  Переселенці почали перетинати кордони імперії. Сухий клімат Середньої Азії змусив гунів переселитися, й в 370 р. вони перетнули Дон і змусили готів за Дунаєм рухатися, що, своєю чергою, призвело до того, що інші германські племена захопили римські кордони. У 293 році Діоклетіан (284—305) призначив трьох правителів для різних частин імперії. Офіційно її розділив у 395 р. Феодосій I (379—395) на Західно-Римську та Візантійську імперії. У 406 р. північний кордон першої захопили алемани, вандали та свеви. У 408 р. вестготи ввійшли в Італію, а потім у 410 р. пограбували Рим. Остаточний розпад Західної Імперії відбувся в 476 р., коли скинули Ромула Августа (475—476).

### Індійський субконтинент

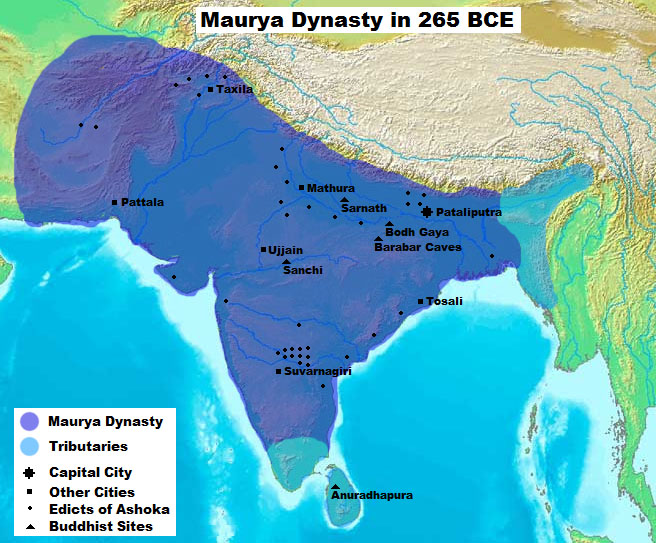
Імперію Маур'їв

Індська цивілізація була побудована навколо річки Інд у 2500 р. до н.е., розташована на території сучасних Індії, Пакистану та Афганістану. Межі цивілізації розширилися на 600 км від Аравійського моря. Міста Мохенджо-Даро та Хараппа цієї цивілізації були покинуті приблизно в 1900 р. до н. е., і потім ніхто їх не зайняв.
Держави почали формуватися в VI столітті до нашої ери разом з Магаджанападами. З шістнадцяти таких держав виникли чотири найвпливовіші: Кошала, Маґадга, Ваца й Аванті, а Маґадга панувала з-поміж цих держав до середини V століття. Потім Маґадга перетворилася в імперію Нанда під керівництвом Магападми Нанди (345—321), простягаючись від Індо-Гангської рівнини до Гіндукушу та плато Декан. Однак імперію завоював Чандраґупта Маур'я (324—298), перетворивши її на імперію Маур'їв. Він стримав вторгнення Олександра із Заходу й отримав контроль над гірськими перевалами Гіндукушу за мирним договором, підписаним у 303 р. На час правління його онука Ашока імперія простягалася від гір Загрос до річки Брахмапутра. Населення імперії складало від 50 до 60 мільйонів, керувалося системою провінцій, якими керували губернатори-князі, зі столицею в Патні.
Після смерті Ашоки імперія почала занепадати, причому Кашмір на півночі, Шунга й Сатавахана в центрі, Калінга й Пандья на півдні стали незалежними. У цьому безвладді юечжі змогли створити нову імперію Кушань у 30 р. н. е. Імперія Гуптів була заснована Чандрагуптою I (320—335), яка за шістдесят років розширилася від Гангу до Бенгальської затоки та річки Інд після падіння імперії Кушань. Управління Гуптів було схожим до управління Маурі. Після війни з ефталітами та інших проблем імперія зруйнувалася в 550 р.

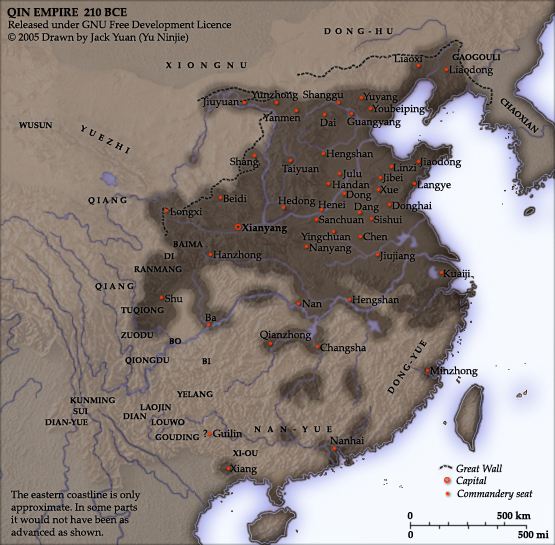
Династія Цінь

### Китай
На Північно-Китайській рівнині Хуанхе забезпечила розвиток таким державам, як Вей і Ці. Ця область була вперше об'єднана династією Шан близько 1600 р. до н. е. й завойована династією Чжоу в битві біля Муе в 1046 р. до н. е. Однак незабаром переможців здолало невдоволення населення. Основними суперниками Чжоу були донгу в провінції Шаньдун, сяньюни в Ордосі, гуйфан в провінції Шаньсі, а також Чу в середній течії Янцзи.
Починаючи з VIII століття, Китай перебував у стані анархії протягом п’яти століть, у період Чуньцю (771—476) та період Чжаньґо (476—221). В останній період династія Цзінь розпалася на держави Вей, Чжао й Хань, у той час як решта Північно-Китайської рівнини складалася з держав Чу, Цінь, Ці і Янь, а Чжоу залишався в центрі з переважно формальною владою. Хоча спочатку Чжао панували в регіоні, Цінь урешті-решт переміг їх у 260 році, в битві біля Чанпіню близько півмільйона солдатів билися з кожного боку. Інші держави намагалися укласти союз проти Цинь, але вони зазнали поразки. У 221 році була заснована династія Цінь з населенням близько 40 мільйонів зі столицею в Ліньцзи. Під керівництвом Цінь Ши Хуан-ді династія ініціювала такі реформи, як створення територіальних адміністративних одиниць, інфраструктурні проєкти (включаючи Велику Китайську стіну) та введення загальної китайської писемності. Однак після його смерті та поховання в теракотовій армії імперія почала руйнуватися, коли Чу й Хань почали битися після безвладдя від політики слабкого спадкоємця, коли династія Хань отримала владу у 204 році до н. е.
За часів Хань чисельність населення Китаю зросла до 50 мільйонів та розширила території до Кореї, В'єтнаму та Тянь-Шаню. Також були спрямовані війська проти Хунну й для захисту коридору Хесі, королівство Намв'єт було анексовано, а Хайнань і Тайвань завоювали. Китайський тиск на хунні змусив їх переселитися на захід, що призвело до переміщення юечжі, які, своєю чергою, розграбували столицю Бактрії. Потім це призвело до утворення їхньої імперії Кушань. Занепад династії Хань відбувся внаслідок внутрішніх бунтів у 220 р. н. е., через що вона поділилася на держави Шу, У й Вей. Попри розквіт династії Цзінь (266—420), невдовзі в Китай вдерлися хунни, що спричинило повстання п’яти варварів (304—316), які завоювали значні території Північно-Китайської рівнини й оголосили династію Північна Вей у 399 році.

### Америка
Ольмеки були першою корінною американською культурою, причому були й менші за них народи, такі як культура Чавін; переважно це були мисливці-збирачі. Ольмеки були обмежені густими лісами та тривалим сезоном дощів, а також відсутністю коней. 

## Середньовіччя

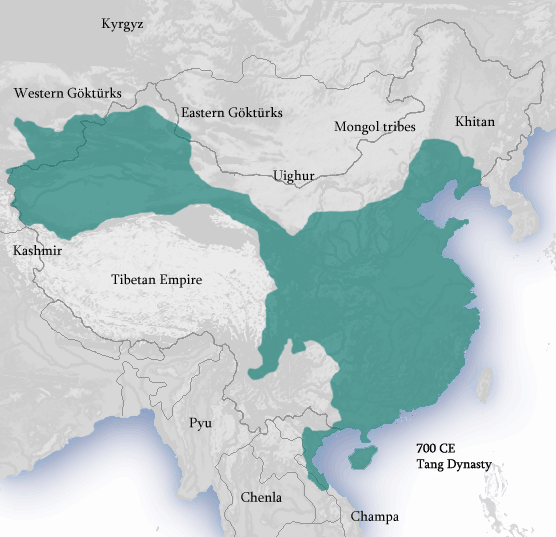
Династія Тан у 700 р. н. е.

Коли в Китаї утворилася династія Суй, то держава змінилася й об'єднала всі малі країни. Це зумовило створення династії Тан, коли Лі Юань отримав контроль над Китаєм у 626 р. На сьогодні китайські кордони розширилися від Східного Китаю на північ, до імперії Тан. Імперія Тан розпалася в 907 р. на десять регіональних королівств і п’ять династій з нечіткими кордонами. Через 53 роки, після відокремлення імперії Тан, Китай увійшов у династію Сун під владою Чао К'уанга, хоч кордони цієї країни розширилися, вони ніколи не були такими великими, як у династії Тан, і постійно перевизначалися через напади сусіднього татарського (монгольського) народу (кидані). 
Монгольська імперія виникла в результаті об’єднання кількох кочових племен на батьківщині монголів під керівництвом Чингісхана (бл. 1162—1227), якого рада проголосила правителем усіх монголів у 1206 році. Імперія швидко збільшувалася під його правлінням та його нащадків, які розіслали армії у всіх напрямках. Величезна трансконтинентальна імперія примусово з'єднувала Схід із Заходом, Тихий океан і Середземне море, створюючи умови для створення Pax Mongolicaта торгівлі, обміну технологіями, товарами та ідеологіями цілою Євразіїєю.
Імперія почала занепадати через війни за спадкоємство, оскільки онуки Чингісхана сперечались, чи слід королівській лінії слідувати від його сина та первісного спадкоємця Уґедея або від одного з інших його синів, як-от Толуя, Чаґатая чи Джучі. Толуїди отримали перевагу після кривавої розправи з егедеїдами й чаґатаїдами, але суперечки між нащадками толуїдів тривали. Після смерті Мунке-хана (1259) конкурентні курултаї одночасно обирали різних наступників, братів Ариг-буга й Хубілай-хана, які воювали між собою в Громадянській війні толуїдів (1260—1264), а також конфліктували з чингізидами. Хубілай отримав владу, але громадянська війна продовжувалася попри його намагання відновити контроль над чаґатаїдами й уґедеїдами. До смерті Хубілая в 1294 р. монгольська імперія поділилася на чотири окремі ханства, кожне з яких хотіло досягти власних цілей: ханство Золотої Орди на північному заході, ханство Чаґатай у Центральній Азії, Держава Хулагуїдів на південному заході, та династія Юань на сході, що базувалася в сучасному Пекіні.
У 1304 р. три західні ханства ненадовго стали васалами династії Юань, але в 1368 р. династія китайців Хань Мін захопила столицю Монголії. Чингізидські правителі Юанів відступили на батьківщину Монголії й продовжували правити там у вигляді династії Північна Юань. Держава Хулагуїдів розпалася в 1335—1353. До кінця XV століття Золота Орда розпалася на суперницькі ханства й була розгромлена та переможена в 1480 році Великим князівством Московським, тоді як Чаґатайське ханство проіснувало аж до 1687 року.

### Близький Схід та Європа
Ірано-візантійські війни 572–591 та 602–628 рр. зумовили майже безперервні збройні сутички, внаслідок чого обидві імперії були понищені. Коли Кавад II помер лише через кілька місяців після вступу на престол, Персія поринула на кілька років династичних конфліктів та громадянської війни. Сасаніди були ще більш ослаблені економічним занепадом, великим оподаткуванням від кампаній Хосрова II, релігійними конфліктами та збільшенням впливупровінційних землевласників. Також сильно постраждала Візантійська імперія, її фінансові резерви були вичерпані війною та утриманням Балкан, де проживали слов'яни. Крім того, Анатолія була спустошена багаторазовими вторгненнями персів; контроль над нещодавно відновленими територіями на Кавказі, Сирії, Месопотамії, Палестині та Єгипті був послаблений багаторічною перською окупацією. Ці імперії сильно занепали, про що Георгій Ліска сказав: «непотрібний тривалий візантійсько-перський конфлікт відкрив шлях ісламу в Європу».
Курайшити керували містами Мекка та Медина, а в 622 році вигнали їхнього члена Магомета з першого в друге, звідки він розпочав поширювати нову релігію — іслам. У 631 р. Мухаммед вирушив із військом (10 000 осіб)  до Мекки й завоював її. Його наступники об'єднали більшу частину Аравії під час воєн з віровідступниками (632—633), а потім розпочали мусульманські завоювання Леванту (634—641), Єгипту (639—642) та Персії (633—651), остання війна зумовила знищення Держави Сасанідів. Майже через десять років після його смерті ісламський Праведний халіфат збільшив територію від Атлаських гір на заході до Гіндукушу на сході. Однак Перша Фітна призвела до її заміни халіфатом Омеядів у 661 р., перемістивши центр влади в Дамаск. Під час свого золотого віку Омеяди правили третиною населення планети. У 750 році Аббасидський халіфат замінив Омеядів під час революції Аббасидів. У 762 році вони перенесли столицю в Багдад. Кордовський емірат залишився під владою Омеядів, водночас у 788 році династія Ідрісидів сформувалася в Марокко. Фатимідський халіфат почав захоплювати Північну Африку з 909 року, а династія Буїдів втратила території в Персії, а потім і в Месопотамії, починаючи з 930-х років. 

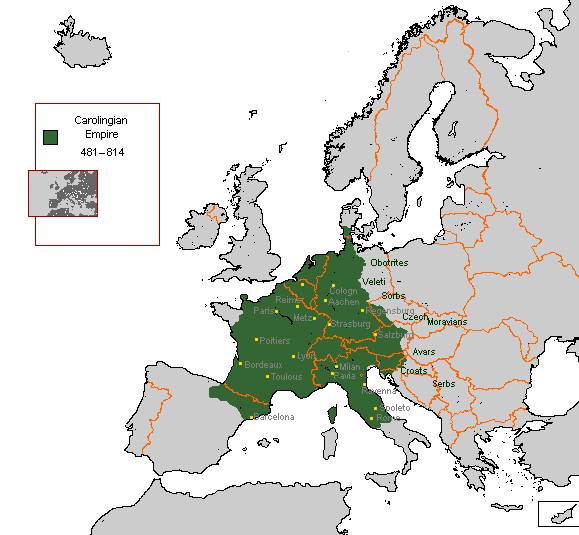
Імперія Каролінгів за часів Карла Великого близько 800 р. н. е. із сучасними кордонами в помаранчевому кольорі.

У 711 р. розпочалося арабське завоювання Піренеїв, і в 717 р. вони зайшли в Європейську рівнину. Їх зустріла династія Меровінгів, яка була створена Хлодвігом I (481—511) та занепадала, змушуючи Карла Мартеля захопити владу й зупинити вторгнення арабів у битві біля Пуатьє в 732 році. Його син Піпін Короткий заснував династію Каролінгів у 751 р. Карл Великий (768—814) перетворив її на Імперію Каролінгів та коронувався Імператором Римлян у 800 році Папою, що створило основу для створення Священної Римської імперії. Тим часом у Східній Європі Крум (795—814) розширив межі Булгарської імперії. Верденський договір розділив імперію Каролінгів на Західне, Середнє та Східну Франкські королівства.
У 1095 році папа Урбан II проголосив Перший хрестовий похід на Клермонському соборі. Він заохочував підтримати візантійського імператора Олексія I у війні проти турків-сельджуків та наполягав на збройному паломництві до Єрусалиму. В усіх соціальних верствах Західної Європи народ відгукнувся на прохання Папи. Добровольці прийняли публічну обітницю приєднатися до хрестового походу. Зараз історики обговорюють поєднання своїх інтересів під час хрестового походу, що включали перспективу масового вознесіння на Небо в Єрусалимі, задоволення феодальних зобов'язань, можливостей для слави та економічних і політичних переваг. Унаслідок походів створилися чотири держави хрестоносців на Близькому Сході: Едеське графство, Антіохійське князівство, Єрусалимське царство й графство Триполі. Присутність хрестоносців залишалася в регіоні в певній формі, поки не захопили Акру в 1291 році, що призвело до швидкої втрати всієї території Леванту. Після цього не було подальших хрестових походів для відновлення Святої Землі.

### Індія
Індійська політика оберталася навколо боротьби між буддистською імперією Пала, індуїстською династією Гурджара-Пратіхари, джайністською династією Раштракути, а також ісламським халіфатом. Імперія Пала сформувалася близько 750 року в Бенгалії за часів Ґопали I, водночас Раштракути утворилися приблизно в той самий час на плато Декан і південному узбережжі під керівництвом Дантидурги. Пратихари вперше об’єднали Індо-Гангську рівнину під керівництвом Нагабхати I (близько 730—760), який стримав ісламське вторгнення на півночі Індії. Боротьба цих чотирьох держав тривала майже 200 років.  До IX століття виникли Газневіди, що були відокремлені від халіфату та скористалися послабленням інших. 

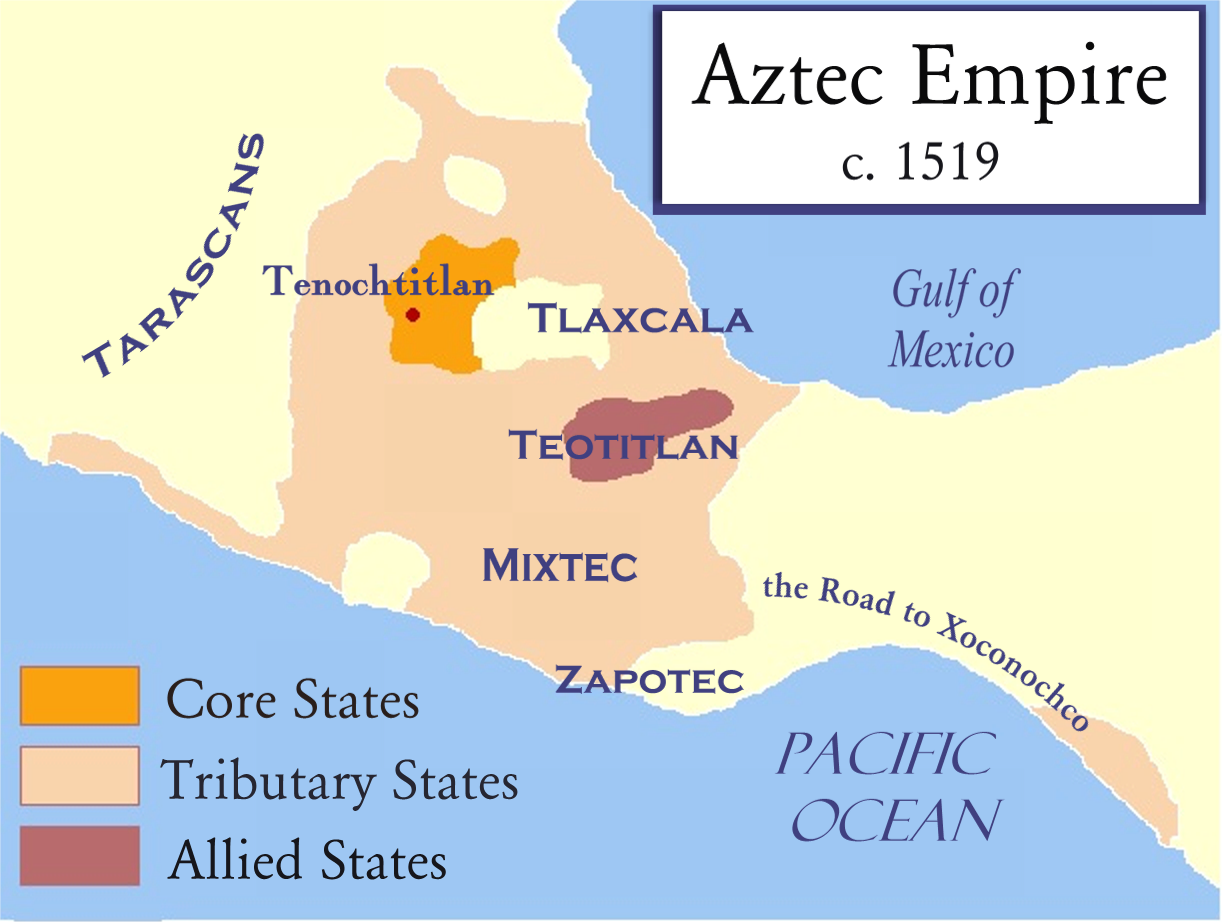
Імперія ацтеків в 1519 р. н. е.

У 1299 р. н. е. імперія ацтеків виникла в нижній частині Мексики, ця імперія проіснувала 300 років і контролювала понад 5000 км2.

## Ранній новий час
У XV—XVI століттях утворилися три великі мусульманські імперії: Османська імперія на Близькому Сході, Балканах та Північній Африці; імперія Сефевідів у Великому Ірані; та імперія Великих Моголів у Південній Азії. Ці держави виникли завдяки відкриттю пороху та ефективному управлінню. До кінця XIX століття всі троє занепали, а на початку XX століття, з поразкою османів у Першій світовій війні, остання мусульманська імперія розпалася.

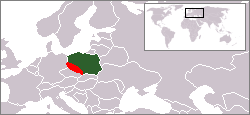
Сілезія в Європі (червоним кольором)

У 1700 р. Карл II Зачарований помер, його спадкоємцем був Філіп Анжуйський, онук Людовика XIV. Рішення Карла негативно сприйняла Британія, яка вважали, що Луї скористається можливістю об'єднати Францію та Іспанію й спробувати захопити Європу. Велика Британія створила Великий союз із Голландією, Австрією та більшістю німецьких держав і оголосила війну Іспанії в 1702 році. Війна за іспанську спадщину тривала 11 років і закінчилася, коли був підписаний Утрехтський договір у 1714 р.
У 1740 р. знову розпочалася війна, спричинена вторгненням у Сілезію, частину Австрії, прусським королем Фрідріхом II. Велика Британія, Нідерланди та Угорщина підтримали Марію-Терезію. Протягом наступних восьми років ці та інші держави брали участь у війні за австрійську спадщину, доки не був підписаний договір, що дозволив Пруссії залишити Сілезію. Семирічна війна розпочалася, коли Терезія розірвала свій союз із Великою Британією та стала союзником Франції та Росії. У 1763 р. Велика Британія виграла війну, претендуючи на Канаду та землі на схід від Міссісіпі.

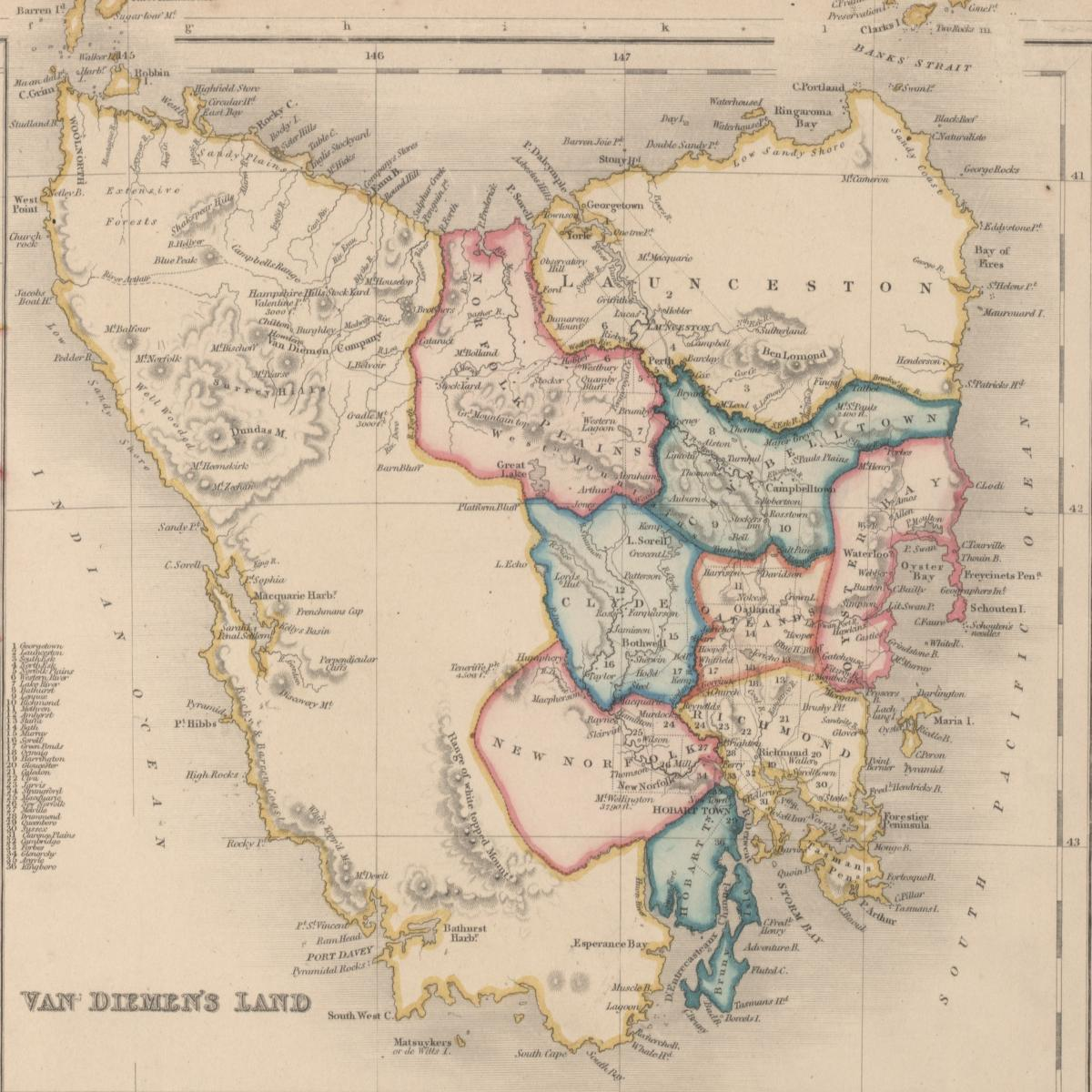
Земля Ван-Дімена в 1852 році

У XVIII столітті почала зростати кількість географічних досліджень Південної півкулі. У 1642 році нідерландському мореплавцю Абелю Тасману було доручено дослідити Південну півкулю; під час своїх подорожей Тасман відкрив острів Землі Ван-Дімена, який згодом отримав назву Тасманія, австралійське узбережжя та Нову Зеландію в 1644 році. Капітану Джеймсу Куку було доручено в 1768 році спостерігати сонячне затемнення на Таїті й він прибув після цього в Ботанічну затоку на східному узбережжі Австралії в 1770 році, де вимагав землю для Британської корони. Поселення в Австралії почали створюватися в 1788 р., куди Британія депортувала засуджених, а перші вільні поселенці прибули в 1793 р. Так само Нова Зеландія стала прихистком для мисливців, які полювали на китів і тюленів у 1790-х роках, а пізніше тут з'явилися поселення шотландців у 1820-х і 1830-х роках.
У Північній Америці почалася революція, коли в 1770 році британські війська відкрили вогонь на ураження по натовпу, який обурився їхнім керівництвом, цю подію назвали Бостонською бійнею. Британська влада не змогла визначити, чи ця подія була місцевою, чи ознаками чогось більшого, поки в 1775 році повстанці не почали атакувати британські війська на Бункер-Гілл. Незабаром після цього представник Другого континентального конгресу штату Массачусетс Джон Адамс та його двоюрідний брат Семюель Адамс були членами групи, яка закликала до створення Американської декларації незалежності. Конгрес закінчився, не прийнявши декларацію, але підготувався до конфлікту, призначивши Джорджа Вашингтона командувачем континентальної армії. Війна почалася й тривала до 1783 р., коли Велика Британія підписала Паризький договір, у якому визнала незалежність Америки. У 1788 р. штати ратифікували Конституцію США, переходячи від конфедерації до союзу, а в 1789 р. обрали Джорджа Вашингтона першим президентом США. 

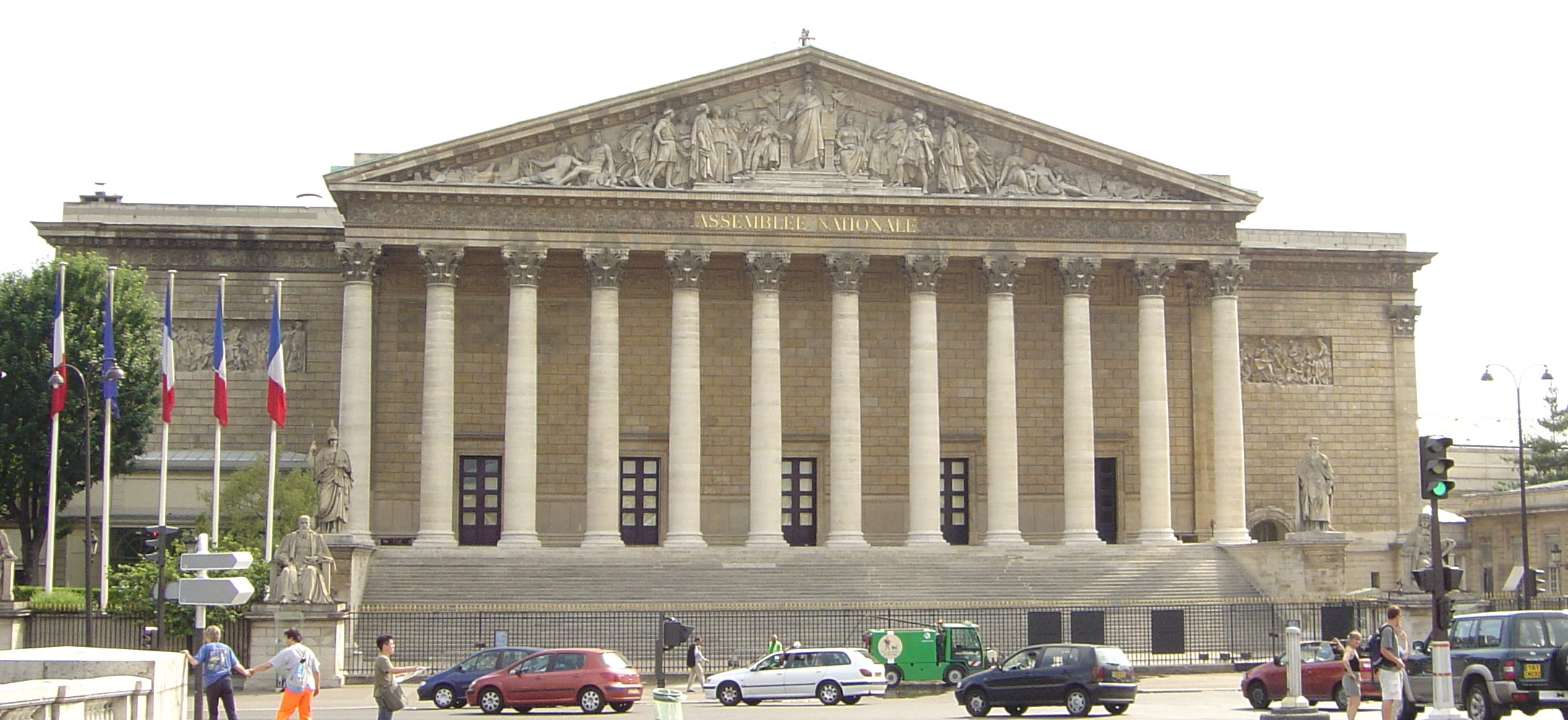
Національні збори

Наприкінці 1780-х років Франція мала величезні борги, через що вводили високі податки, які зумовили появу голоду. Король Людовик XVI скликав Генеральні штати в 1788 році й неохоче погодився перетворити Третій стан (який складали селяни та міщани) на Національні збори. Ця асамблея набула великої популярності в очах громадськості, й 14 липня 1789 року, після підтвердження того, що король планував розпустити Асамблею,  розлючена юрба штурмувала Бастилію, беручи зброю. Історії про успіх цього рейду поширилися по всій країні й спричинили численні повстання, в яких представники нижчого класу грабували комори та садиби. У серпні того ж року члени Національних зборів написали революційний документ Декларацію прав людини й громадянина, який проголошував свободу слова, преси та релігії. До 1792 р. інші європейські держави намагалися загальмувати революцію. У тому ж році австрійська та німецька армії намагалися здійснити похід на Париж, але французи їх стримали. Спираючись на побоювання європейського вторгнення, радикальні якобінці скасували монархію та стратили короля Людовика за державну зраду в 1793 році. У відповідь на це радикальне повстання Велика Британія, Іспанія та Нідерланди приєднуються до боротьби з якобінцями доти, доки в 1794 р. не закінчилася епоха терору стратою якобінського лідера Максиміліана Робесп'єра. У 1795 р. була прийнята нова конституція, хоча країна все ще перебувала в стані війни. У 1799 р. група політиків на чолі з Наполеоном Бонапартом замістила керівників Директорії.